# Ernő Ágoston
Ernő Ágoston (n. 8 septembrie 1892 , Nyíregyháza-d.?, ?) a fost un scriitor, poet și traducător maghiar de origine evreiască.